# Cultura do estupro
Cultura do estupro ou cultura da violação é um contexto no qual a violação sexual é pervasiva e normalizada devido a atitudes sociais sobre gênero e sexualidade.
A sociologia da cultura do estupro é estudada academicamente por feministas, mas há uma discordância sobre o que define uma cultura do estupro e se determinadas sociedades preenchem os critérios para que possuam uma cultura de estupro. Comportamentos comumente associados com a cultura do estupro incluem a culpabilização da vítima, a objetificação sexual da mulher, a crença em mitos do estupro, trivialização do estupro, a negação de estupros, a recusa de reconhecer o dano causado por algumas formas de violência sexual, ou a combinação entre esses comportamentos. A noção de cultura do estupro foi usada para descrever e explicar comportamento dentro de grupos sociais, incluindo estupros dentro de prisões, e em áreas de conflito onde estupros de guerra eram usados como arma psicológica. Sociedades inteiras foram acusadas de possuir uma cultura de estupro.
Há evidências que sugerem que a cultura do estupro é correlacionada a outros fatores e comportamentos sociais, tais como racismo, sexismo, homofobia, classismo, intolerância religiosa e outras formas de discriminação.

## Origem e uso do termo
O termo "cultura do estupro" foi usado pela primeira vez, provavelmente, por notáveis ativistas da segunda onda do feminismo; e foi aplicado à cultura estadunidense contemporânea como um todo.
Durante os anos 70, feministas da segunda onda começaram a se envolver em esforços de conscientização criados para educar o público sobre a prevalência do estupro. Antes, de acordo a Alexandra Rutherford, professora canadense de psicologia, a maioria dos americanos assumia que estupro, incesto e violência doméstica raramente aconteciam. O conceito de cultura do estupro assumia que o estupro era comum e normal na cultura americana, e que era simplesmente uma manifestação extrema da misoginia e do sexismo pervasivos na sociedade.
O termo aparece registrado pela primeira vez em 1974 no livro Rape: The First Sourcebook for Women, editado por Noreen Connel e Cassandra Wilson ao New York Radical Feminists. Esse livro, junto a Against Our Will: Men, Women, and Rape, de 1975, escrito por Susan Browmiller, foi um dos primeiros a incluir relatos de estupro em primeira pessoa, e tinha objetivo de defender que estupros eram muito mais comum do que se cria. No livro, o grupo defendia que "nosso objetivo principal é eliminar os estupros e esse objetivo não poderá ser atingido sem uma transformação revolucionária da sociedade".
A professora de sociologia Joyce E. Williams traça a origem e o primeiro uso do termo cultura do estupro ao documentário de 1975 Rape Culture, produzido e dirigido por Margaret Lazarus e Renner Wunderlich a Cambridge Documentary Films, e diz que o filme "leva o crédito por definir o conceito pela primeira vez". O filme discutia estupros de homens e mulheres no contexto de uma normalização cultural mais ampla do estupro. O filme apresentou o trabalho do Centro de Crise de Estupros de Washington em cooperação com a organização Prisioneiros Contra o Estupro Ltda. Inclui entrevistas com estupradores e vítimas, além de ativistas importantes, como a filósofa feminista e teóloga Mary Daly, e a autora e artista Emily Culpepper. O filme também explora como a mídia de massa e a cultura popular ajudaram a perpetuar estupros.

## Efeitos
A cultura do estupro tem sido descrita como prejudicial para ambos mulheres e homens. Alguns escritores e oradores, como Jackson Katz, Michael Kimmel e Don McPherson, dizem que esta cultura está intrinsecamente ligada a papéis de gênero que limitam a autoexpressão do homem, causando-lhe danos psicológicos.
De acordo com a cientista política Iris Marion Young, as vítimas em culturas de estupro vivem com medo de atos aleatórios de violência sexual opressiva que se destinam a prejudicar ou humilhar a vítima. Outros ligam a cultura do estupro à modernização e à industrialização, argumentando que sociedades pré-industriais tendem a ser culturas "livre de estupro", uma vez que o estatuto inferior das mulheres nessas sociedades asseguram-lhe lguma imunidade contra a violência sexual. Em culturas de estupro industriais, as mulheres saem de suas funções em casa e se tornam visíveis no local de trabalho e outras áreas tradicionalmente dominadas pelos homens, aumentando a insegurança do sexo masculino que resultam em usar o estupro para reprimir as mulheres. Outros também vinculam a cultura do estupro à inseguranças ambientais, onde os homens objetivam mulheres como parte de sua luta para controlar seu ambiente imediato. Esta cultura também está ligada à segregação de género e a crença de que o estupro prova masculinidade. Outras manifestações da cultura do estupro incluem a negação do estupro generalizada, a apatia das instituições quanto ao problema do estupro, minimização dos casos de estupro por funcionários do governo, e a desculpa de que estupradores são anomalias sociais.
Uma preocupação é que a cultura do estupro nos Estados Unidos pode influenciar jurados de tomada de decisão em ensaios de agressão sexual. O resultado é que os homens que cometeram crimes de agressão sexual podem receber pouca ou nenhuma punição, o que serve para fortalecer a cultura do estupro no sistema judicial americano e na sociedade americana como um todo.

### Efeitos sobre os homens
O termo usado para definir a que os homens são submetidos em uma cultura do estupro é masculinidade tóxica. Este é um estereótipo de gênero que sobrecarrega os homens na sociedade, os descreve como sexualmente motivados e violentos.
Para desmontar a cultura do estupro exige-se o desfazer de mais do que apenas a normalização e a tolerância para com a agressão sexual e o estupro. Seria necessário abordar os estereótipos de gênero em uma sociedade patriarcal e aliviar a ambos os sexos de suas pressões. Em uma sociedade patriarcal, os homens são esperados serem dominantes, fortes, violentos, sexuais e controladores, as mulheres são esperadas serem submissas, fracas, passivas, decorativas e controláveis. Emma Watson, a Embaixadora da Boa Vontade das Nações Unidas para as Mulheres, disse no lançamento da campanha HeForShe que permitir que as mulheres assumam o controle e sejam fortes vai permitir aos homens se aliviar de responsabilidades que lhes são impostas pela masculinidade tóxica de uma cultura de estupro.

## Culpabilização da vítima eSlut shaming
A culpabilização da vítima é o fenômeno em que a vítima de um crime é parcialmente ou inteiramente considerada como responsável pelas transgressões cometidas contra ela. Por exemplo, a vítima de um crime (neste caso, estupro ou abuso sexual), é perguntada por parte da polícia, em uma sala de emergência, ou em uma sala de tribunal, perguntas que sugerem que a vítima estava fazendo alguma coisa, agindo de uma certa maneira, ou vestindo roupas que podem ter provocado o perpetrador, portanto, tornando as transgressões contra a vítima sua culpa.

## No Brasil

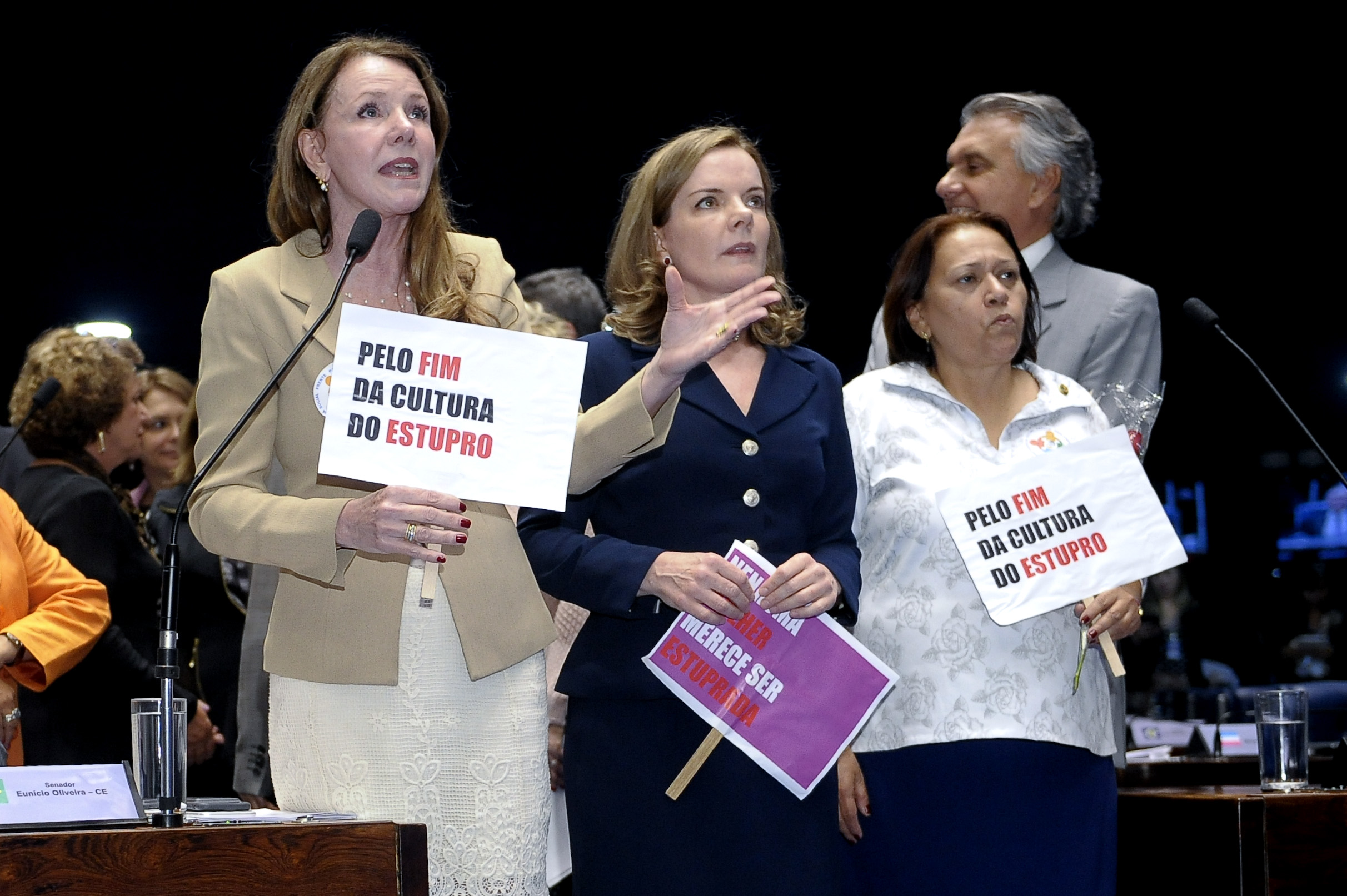
Respectivamente, as senadoras Vanessa Grazziotin, Gleisi Hoffmann e Fátima Bezerra seguram cartazes pelo fim da cultura do estupro durante sessão deliberativa ordinária

Casos de estupros e estupro coletivos ocorridos durante 2016 motivaram a discussão sobre a existência da cultura do estupro no Brasil, campanhas, artigos e comentários de políticos, servidores públicos e celebridades divergiram sobre a existência da cultura do estupro.

## Críticas
A RAINN, uma das organizações  antiviolência sexuais líder da América do Norte, em um relatório detalhando recomendações à Casa Branca sobre a luta contra o estupro em campi universitários nos EUA, identifica problemas com a ênfase excessiva no conceito de cultura do estupro como um meio de prevenir o estupro e como uma causa para o estupro, dizendo: "nos últimos anos, tem havido uma tendência infeliz no sentido de atribuir o grande problema da violência sexual nos campi à "cultura do estupro". Embora seja útil apontar as barreiras sistêmicas para enfrentar o problema, é importante não perder de vista um fato simples: o estupro não é causado por fatores culturais, mas pelas decisões conscientes, de uma pequena percentagem da comunidade, que comete um crime violento". Estima-se que na faculdade, 90 % dos estupros são cometidos por 3-7% da população masculina, embora se preveja que a RAINN não tem números confiáveis para agressores do sexo feminino. A RAINN argumenta que o estupro é o produto de indivíduos que decidiram ignorar a mensagem cultural esmagadora de que o estupro é errado. O relatório argumenta que a tendência em focar em fatores culturais que supostamente toleram estupro "tem o efeito paradoxal de torná-lo mais difícil de cessar a violência sexual, uma vez que remove o foco do indivíduo que errou, e, aparentemente, atenua a responsabilidade pessoal de suas próprias ações".
Em uma entrevista de 2013, Camille Paglia descreveu as preocupações sobre a cultura do estupro como "ridícula" e "neurótica", um artefato de ideologias liberais burguesas de que as pessoas são essencialmente boas e que todos os problemas sociais podem ser corrigidas por re-educação.